# 327

## Nașteri
- dată necunoscută: Macrina cea Tânără  (d. 379)